# Montécheroux
Montécheroux – miejscowość i gmina we Francji, w regionie Burgundia-Franche-Comté, w departamencie Doubs.
Według danych na rok 1990 gminę zamieszkiwało 548 osób, a gęstość zaludnienia wynosiła 42 osoby/km² (wśród 1786 gmin Franche-Comté Montécheroux plasuje się na 288. miejscu pod względem liczby ludności, natomiast pod względem powierzchni na miejscu 285.).